# فرضية الاستمرارية
فرضية الاتصالية (بالإنجليزية: continuum hypothesis) في الرياضيات ونظرية المجموعات حدسية الاتصالية وتختصر CH، هي تصور وضعه الرياضي جورج كانتور عام 1878عن الأحجام الممكنة للمجموعات اللانهائية. وتنص على:
(لا يوجد مجموعة عدد عناصرها الأصلية محددة بشكل صارم بين الأعداد الصحيحة والأعداد الحقيقية).
إن حدسية الاتصالية لكانتور هي ببساطة التساؤل: كم عدد النقاط الموجودة على خط مستقيم في الفضاء الإقليدي؟ أو بصيغة أخرى: كم عدد المجموعات المختلفة الموجودة للأعداد الصحيحة؟ فهي تساؤل عن مقدار أو حجم اللانهاية.

## تاريخ الحدسية
أخذت هذه الفرضية على محمل الجد بداية من العام 1900 حينما عرضها ديفيد هيلبرت كأول مسالة ضمن 24 مسالة في المؤتمر الدولي لعلماء الرياضيات. حينما قال: إننا بحاجة إلى تأكيد أو نفي هذه الفرضية. وأول محاولة والتي اقتربت كثيرا من البرهنة عليها ولكنها لم تكتمل كانت عن طريق كيرت غودل عام 1938. والذي برهن أنه من المستحيل تفنيد هذه الفرضية باستخدام البديهيات التقليدية لنظرية المجموعات.
وفي عام 1963 أثبت بول كوهين إنها لا يمكن البرهنة عليها. ومثلما قام الرياضيون بإضافة مجموعات جديدة من البديهيات الحسابية فلابد لهم أيضا من إضافة فرضية الاتصالية إلى قائمة البديهيات الرياضية.

## برهان خطأ الحدسية
في عام 2001 تمكن العالم الأميركي ويليام وودن من إثبات خطأ الحدسية بتقديم حدسية متوافقة مع مجموعات زيرملو.

## توضيحات وشرح الحدسية
إن مفهوم اللانهاية هو مفهوم مختلف من مجموعة لأخرى، فمثلا عند الحديث عن مجموعة الأعداد الطبيعية N ومجموعة الأعداد الزوجية 2N والتي هي مجموعة جزئية منها، نجد أن لكل عنصر n من مجموعة الأعداد الطبيعية يقابله عنصر 2n من مجموعة الأعداد الزوجية، وهذا يعني أن قدرة مجموعة 2N تساوي قدرة N ، بالرغم من أن 2N جزئية من N.
وحيث أن مجموعة الاعداد الحقيقية هي مجموعة لها حجم كبير للغاية، فهذه الحقيقة تثير التساؤل التالي: هل هنالك مجموعات أخرى والتي بدورها أكبر من مجموعة الأعداد الطبيعية ولكنها أصغر من مجموعة الأعداد الحقيقية؟ هذا التساؤل هو جوهر فرضية الاتصالية والإجابة عليه كانت (لا يوجد) أي انه لا يوجد مجموعات وسطية الحجم بينهما.